# Batomys salomonseni
Batomys salomonseni е вид гризач от семейство Мишкови (Muridae). Видът не е застрашен от изчезване.

## Разпространение
Разпространен е във Филипини.

## Описание
На дължина достигат до 17,5 cm, а теглото им е около 185,8 g.
Популацията на вида е стабилна.